# Quidel
Quidel Corporation ist ein US-amerikanischer Hersteller von Diagnostika, mit denen Infektionskrankheiten sowie Herz-Kreislauf- und Stoffwechselerkrankungen diagnostiziert werden können. Es wurde 1979 gegründet, ist seit 1991 an der amerikanischen Technologiebörse NASDAQ unter dem Kennzeichen QDEL gelistet und hat seinen Hauptsitz in San Diego, Kalifornien.
Im Mai 2020 hat die Food and Drug Administration (FDA) die erste Notfallgenehmigung, die sogenannte Emergency Use Authorization (EUA), für einen COVID-19-Antigentest erteilt. Dabei handelt es sich um eine vollkommen neue Kategorie von Tests zum Einsatz in der laufenden Corona-Pandemie. Diese diagnostischen Tests weisen schnell Fragmente von Proteinen nach, die auf oder in dem Virus gefunden wurden, indem Proben getestet werden, die mithilfe von Abstrichen aus der Nasenhöhle entnommen werden.

## Unternehmenshintergrund
Quidel nahm 1979 den Betrieb auf und brachte 1983 seine ersten Produkte sowie 1999 den weltweit ersten Schnelldiagnosetest für Influenza A/B auf den Markt. Seitdem hat Quidel ein zweistelliges Wachstum verzeichnet und seine Marktreichweite durch interne Produktentwicklung sowie durch Akquisitionen erweitert. Der Schwerpunkt lag auf Investitionen in Forschung und Entwicklung, um die Geschwindigkeit der Einführung neuer Produkte zu beschleunigen.
Im Jahr 2010 erwarb Quidel Athens Diagnostic Hybrids, Inc., einen führenden Anbieter zellkulturbasierter diagnostischer Tests, die direkt an Endbenutzer verkauft werden. Im Jahr 2011 erwarb Quidel BioHelix, Inc., einen Hersteller und Entwickler von molekulardiagnostischen Produkten, einschließlich der firmeneigenen isothermen HDA-Molekularverstärkungstechnologie von BioHelix. Im Dezember 2014 nahm Quidel 172,5 Millionen Dollar durch eine Emission von Wandelanleihen (3,25 % Coupon, fällig 2020) auf. Quidels größte Akquisition erfolgte im Oktober 2017 durch die Übernahme von Alere's Triage und Beckman BNP Businesses, wodurch sich die Größe des Unternehmens in Bezug auf Umsatz und Mitarbeiter effektiv verdoppelte, die saisonale Grippe-Umsatzschwankung verringert und Quidels internationale Präsenz erheblich ausgeweitet wurde.
Zu den Kernkompetenzen von Quidel gehören die Entwicklung instrumentierter Immunoassays, die automatisierte Fertigung in den USA, die Charakterisierung und Entwicklung monoklonaler Antikörper sowie die Entwicklung molekularer Assays.

## Produkte
Quidels aktuelle Produkte fallen in diese Kategorien:
- Herz-Immunoassay,
- Schneller Immunoassay, wo Quidel im Bereich der Infektionskrankheitstests Marktführer ist,
- Spezialdiagnostiklösungen
- und das Molekulardiagnostikgeschäft.